# 二乙酰基过氧化物
二乙酰基过氧化物是一种有机过氧化物，化学式为(CH3CO2)2，它是白色固体或油状液体。它最初在1858年由本杰明·柯林斯·布罗迪通过乙酸和过氧化钡在无水乙醚中反应得到。它可由过氧化氢和乙酸酐反应制得。